# 1090-es évek
Évszázadok: 10. század · 11. század · 12. század
Évtizedek: 1040-es évek · 1050-es évek · 1060-as évek · 1070-es évek · 1080-as évek · 1090-es évek · 1100-as évek · 1110-es évek · 1120-as évek · 1130-as évek · 1140-es évek
Évek: 1090 · 1091 · 1092 · 1093 · 1094 · 1095 · 1096 · 1097 · 1098 · 1099

## Események és irányzatok
- 1091 után – I. László magyar király a bihari püspökséget Biharból Váradra helyezi át.[1]

## Tudomány
- Vízóra Kínában.
- Salétromsav felfedezése.

## A világ vezetői
- I. László magyar király (Magyar Királyság) (1077–1095† )
- Kálmán magyar király (Magyar Királyság) (1095–1116† )